# Maximum Group
Maximum Group A/S er en dansk underholdningsvirksomhed, der driver funcentre og bowlingcentre i Danmark. Med hovedkvarter i Svendborg har de 7 Maximum centre og 12 Bowl'n'Fun centre. I deres centre har de aktiviteter som bowling, legeland, trampolinpark, Virtual Reality, Cube Challenge, Escape Room, gokart, laser, Digital Dart, indendørs minigolf, skydesimulator, racesimulator, FunBattle, BattleBox, morskabsarkade, pixel spil og restaurant. Det første Bowl'n'Fun åbnede i Svendborg i 2006. Det nuværende holdingselskab blev etableret i 2017. Virksomheden er ejet af Steffen Larsen og har over 500 ansatte.